# Parascutigera spinulata
Parascutigera spinulata är en mångfotingart som beskrevs av Karl Wilhelm Verhoeff 1925. Parascutigera spinulata ingår i släktet Parascutigera och familjen spindelfotingar. Inga underarter finns listade i Catalogue of Life.